# Tỉnh của Fiji
Tỉnh của Fiji, ("yasana" trong tiếng Fiji), là 14 khu vực hành chính được phân chia ít nhiều tuân theo các thị tộc lớn tại mỗi tỉnh
Đơn vị hành chính cơ bản của Fiji nay là các làng (koro). Mỗi làng có một người đứng đầu được gọi là "turaga-ni-koro", và do dân làng bầu chọn.

## Tỉnh
| Thứ tự | Tỉnh           | Người đứng đầu                |
| ------ | -------------- | ----------------------------- |
| 1.     | Ba             | Viliame Seuseu                |
| 2.     | Bua            | Ratu Filimoni Ralogaivau      |
| 3.     | Cakaudrove     | Sitiveni Rabuka               |
| 4.     | Kadavu         | Ratu Josateki Nawalowalo      |
| 5.     | Lau            | Ratu Josefa Basulu            |
| 6.     | Lomaiviti      | Ratu Jo Lewanavanua           |
| 7.     | Macuata        | Ratu Aisea Katonivere         |
| 8.     | Nadroga-Navosa | Ratu Sakiusa Makutu           |
| 9.     | Naitasiri      | Ratu Solomoni Boserau         |
| 10.    | Namosi         | Ratu Kiniviliame Taukeinikoro |
| 11.    | Ra             | Simione Naikarua              |
| 12.    | Rewa           | Pita Tagi Cakiverata          |
| 13.    | Serua          | Atunaisa Lacabuka             |
| 14.    | Tailevu        | Josefa Seruilagilagi          |

Bản mẫu:Articles on second-level administrative divisions of Oceanian countries